# Joe Tracini
Joe James Pasquale Tracini (Londra, 19 luglio 1988) è un attore e cantautore inglese.
È conosciuto soprattutto per aver recitato il ruolo di Spike Bannon nella sit-com My Spy Family. Figlio dell'attore Joe Pasquale, è di origini italiane.

## Ruoli in televisione
| Anno      | Titolo                                    | Ruolo        | Rete      | Note                                             |
| --------- | ----------------------------------------- | ------------ | --------- | ------------------------------------------------ |
| 2007      | My Spy Family                             | Spike Bannon | Boomerang | Series 1                                         |
| 2008      | Bewitched                                 | Milo         | BBC       | Pilot                                            |
| 2008      | My Spy Family                             | Spike Bannon | Boomerang | Series 2                                         |
| 2008      | Coming of Age                             | DK           | BBC Three | Series 1                                         |
| 2008      | Two Pints of Lager and a Packet of Crisps | DK           | BBC Three | 2009 Christmas Special "When Janet Met Michelle" |
| 2009-2010 | My Spy Family                             | Spike Bannon | Boomerang | Series 3                                         |
| 2010      | Coming of Age                             | DK           | BBC Three | Series 2                                         |
| 2011      | Coming of Age                             | DK           | BBC Three | Series 3                                         |

## Apparizioni televisive
| Anno | Titolo    | Ruolo     | Rete |
| ---- | --------- | --------- | ---- |
| 2003 | SMTV Live | se stesso | CITV |
| 2009 | Prove-It! | se stesso | CITV |

## Teatro
| Anno      | Produzione                      | Ruolo       | Teatro                     |
| --------- | ------------------------------- | ----------- | -------------------------- |
| 2005–2006 | Snow White and the Seven Dwarfs | Drummer Boy | Cliff's Pavilion, Southend |
| 2006      | A Chorus Line                   | Ensemble    | Avondale Theatre, Clapham  |
| 2006      | Perversioni sessuali a Chichago | Danny       | Landor Theatre, Clapham    |
| 2006      | Riccardo III                    | Richard III | Tour                       |
| 2007–2008 | Peter Pan                       | Peter Pan   | Churchill Theatre, Bromley |
| 2008–2009 | Peter Pan                       | Peter Pan   | Beck Theatre, Hayes        |
| 2009–2010 | Cenerentola                     | Buttons     | The Hawth, Crawley         |